# Argina astrea
Argina astrea är en fjärilsart som beskrevs av Dru Drury 1773. Argina astrea ingår i släktet Argina och familjen björnspinnare. Inga underarter finns listade i Catalogue of Life.

## Bildgalleri

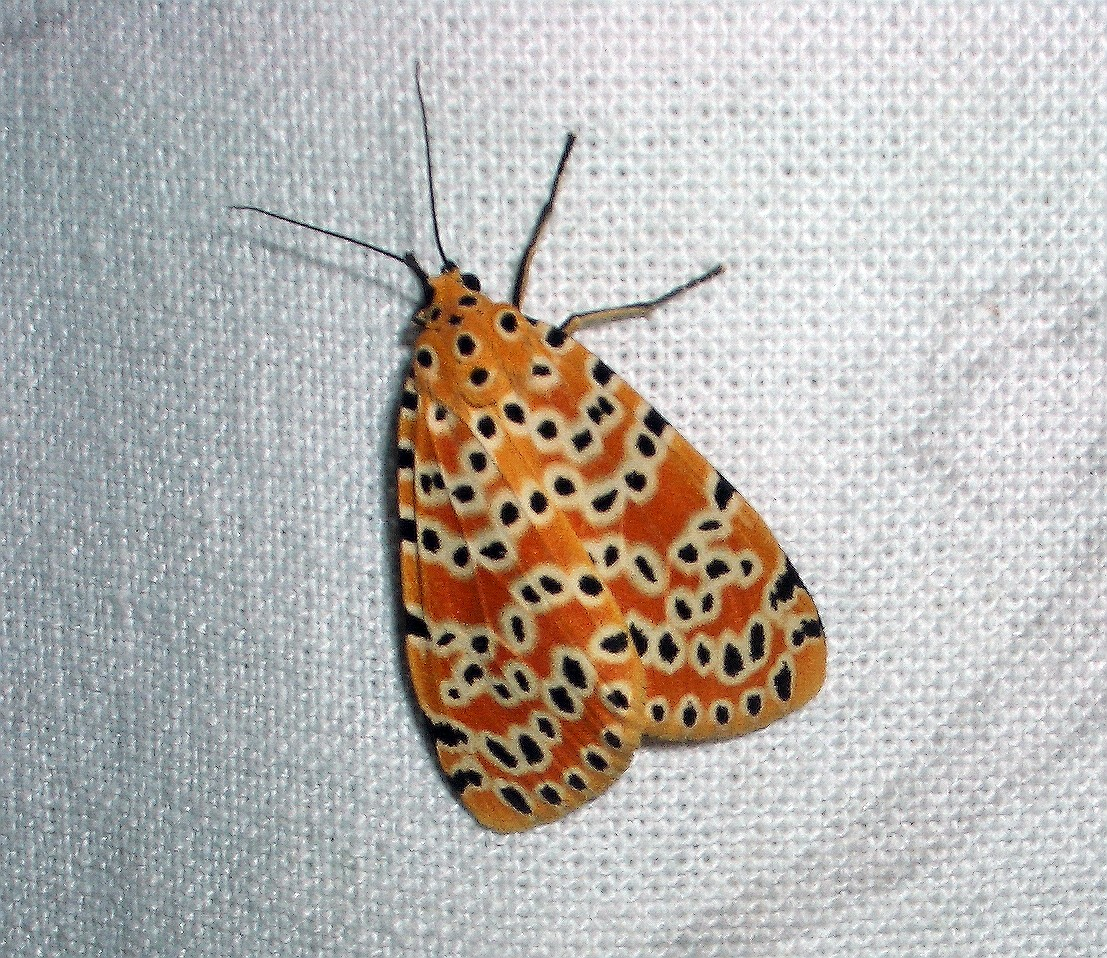
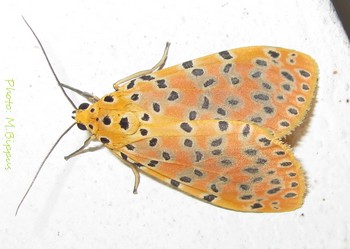
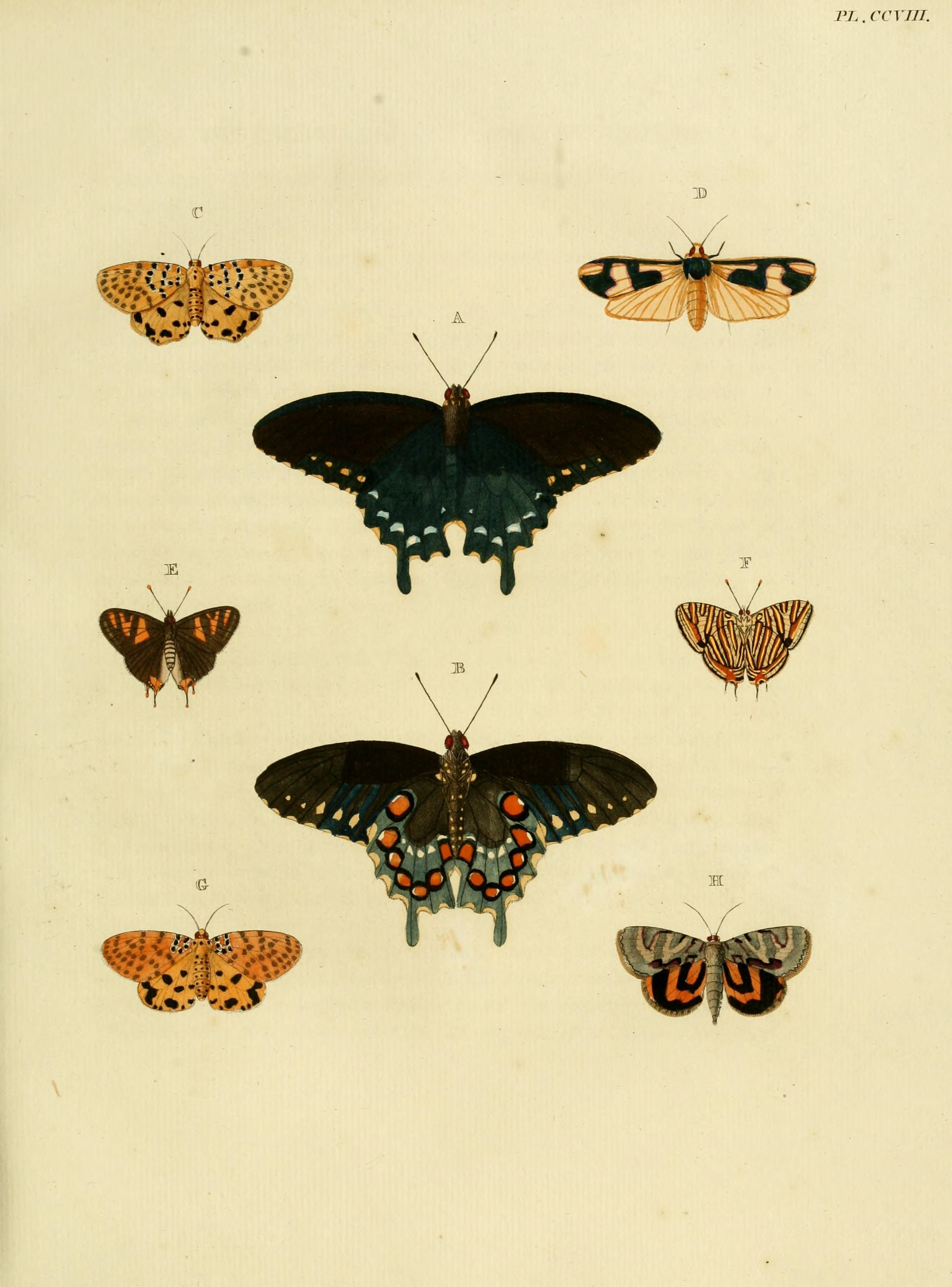
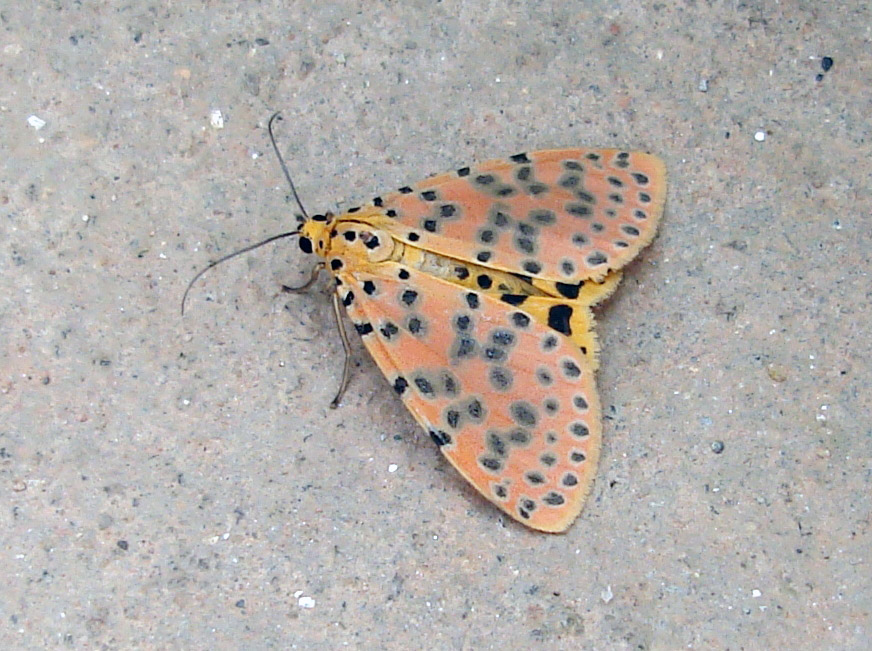